# ФК «Ювентус» у сезоні 1933—1934
ФК «Ювентус» у сезоні 1933—1934 — сезон італійського футбольного клубу «Ювентус».

## Склад команди
| № | Поз. | Нац.   | Гравець             |
| - | ---- | ------ | ------------------- |
|   | ВР   | Італія | Чезаре Валінассо    |
|   | ВР   | Італія | Джанп'єро Комбі     |
|   | ЗХ   | Італія | Умберто Калігаріс   |
|   | ЗХ   | Італія | Вірджиніо Розетта   |
|   | ЗХ   | Італія | Маріо Ферреро       |
|   | ПЗ   | Італія | Луїджі Бертоліні    |
|   | ПЗ   | Італія | Маріо Варльєн       |
|   | ПЗ   | Італія | Теобальдо Депетріні |
|   | ПЗ   | Італія | Маріо Джента        |
|   | ПЗ   | Італія | Луїс Монті          |

| № | Поз. | Нац.   | Гравець           |
| - | ---- | ------ | ----------------- |
|   | НП   | Італія | Феліче Борель     |
|   | НП   | Італія | Джованні Варльєн  |
|   | НП   | Італія | Марселло Михалик  |
|   | НП   | Італія | Раймундо Орсі     |
|   | НП   | Італія | Педро Сернаджотто |
|   | НП   | Італія | Джованні Феррарі  |
|   | НП   | Італія | Ренато Чезаріні   |

## Чемпіонат Італії

### Підсумкова турнірна таблиця
|                                          |     | Турнірна таблиця 1933–1934 | О  | І  | В  | Н  | П  | М+ | М- |
| ---------------------------------------- | --- | -------------------------- | -- | -- | -- | -- | -- | -- | -- |
| Чемпіон Італії · Вийшов до Кубка Мітропи | 1.  | »Ювентус"                  | 53 | 34 | 23 | 7  | 4  | 88 | 31 |
| Вийшов до Кубка Мітропи                  | 2.  | «Амброзіана»               | 49 | 34 | 20 | 9  | 5  | 66 | 24 |
| Вийшов до Кубка Мітропи                  | 3.  | «Наполі»                   | 46 | 34 | 19 | 8  | 7  | 46 | 30 |
| Вийшов до Кубка Мітропи                  | 4.  | «Болонья»                  | 42 | 34 | 16 | 10 | 8  | 53 | 33 |
|                                          | 5.  | «Рома»                     | 40 | 34 | 16 | 8  | 10 | 56 | 32 |
|                                          | 6.  | «Фіорентіна»               | 36 | 34 | 12 | 12 | 10 | 46 | 53 |
|                                          | 7.  | «Про Верчеллі»             | 34 | 34 | 12 | 10 | 12 | 41 | 37 |
|                                          | 8.  | «Ліворно»                  | 34 | 34 | 11 | 12 | 11 | 47 | 45 |
|                                          | 9.  | «Мілан»                    | 33 | 34 | 12 | 9  | 13 | 50 | 49 |
|                                          | 10. | «Лаціо»                    | 31 | 34 | 11 | 9  | 14 | 48 | 66 |
|                                          | 11. | «Трієстина»                | 30 | 34 | 10 | 10 | 14 | 38 | 40 |
|                                          | 12. | «Брешія»                   | 29 | 34 | 11 | 7  | 16 | 39 | 47 |
|                                          | 13. | «Торіно»                   | 29 | 34 | 9  | 11 | 14 | 47 | 57 |
|                                          | 14. | «Алессандрія»              | 29 | 34 | 12 | 5  | 17 | 43 | 54 |
|                                          | 15. | «Палермо»                  | 29 | 34 | 10 | 9  | 15 | 39 | 51 |
| Вибув до Серії B                         | 16. | «Падова»                   | 27 | 34 | 9  | 9  | 16 | 32 | 49 |
| Вибув до Серії B                         | 17. | «Дженова 1893»             | 24 | 34 | 8  | 8  | 18 | 33 | 55 |
| Вибув до Серії B                         | 18. | «Казале»                   | 17 | 34 | 4  | 9  | 21 | 32 | 91 |

### Чемпіони
Склад переможців турніру:

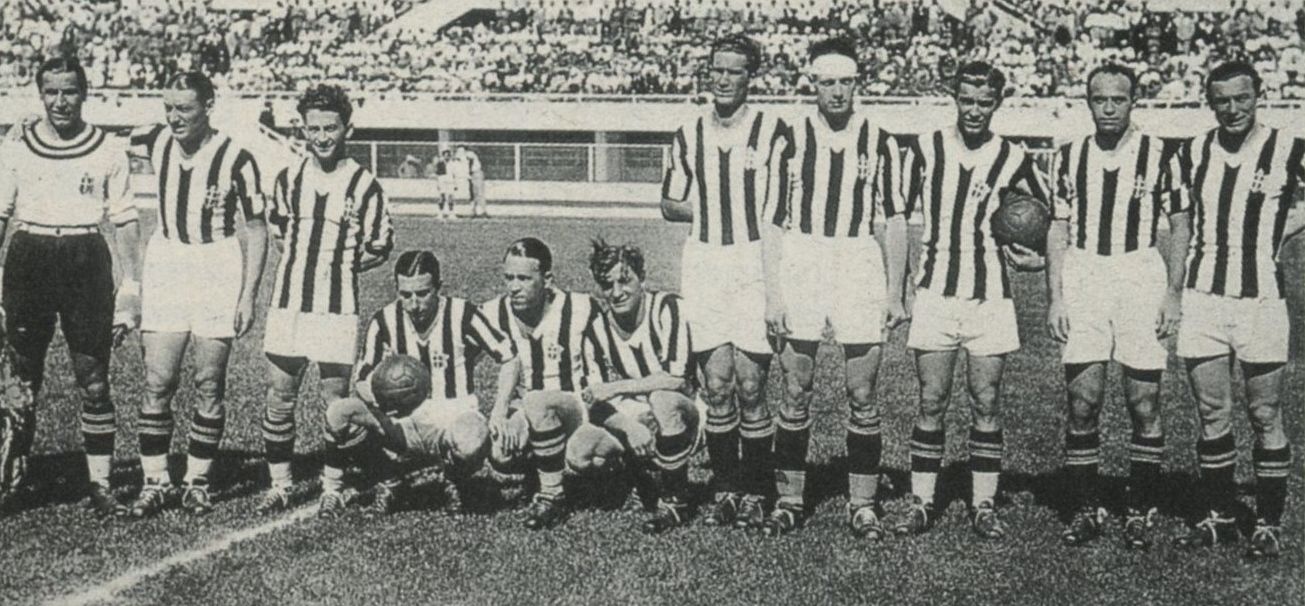
Чемпіонський склад «Ювентуса»

| Воротарі: Джанп'єро Комбі (29 матчів), Чезаре Валінассо (5). Захисники: Умберто Калігаріс (33), Вірджиніо Розетта (32), Маріо Ферреро (3). Півзахисники: Луїджі Бертоліні (29, 1 гол), Луїс Монті (34, 4), Маріо Варльєн (30, 1), Теобальдо Депетріні (9, 2), Маріо Джента (1). Нападники: Джованні Варльєн (25, 7 голів), Джованні Феррарі (34, 16), Феліче Борель (32, 34), Раймундо Орсі (24, 8), П'єтро Сернаджотто (26, 7), Ренато Чезаріні (20, 8), Марселло Михалик (6). Тренер: Карло Каркано. |

## Кубок Мітропи
| 1/4 перший матч 22 червня 1933 | Уйпешт              | 2:4        | «Ювентус» (Турин)                                  | Будапешт                                                       |  |
| 18:10 CET | Пустаї 78' Явор 87' | (протокол) | Дж. Варльєн 6' Борель 13' Сернаджотто 64' Орсі 76' | Стадіон: "Хунгарія Керут" Глядачі: 12 000 Суддя: Алоїз Беранек |  |
| Уйпешт: Дьордь Горі, Ласло Штернберг, Дьюла Футо, Анталь Салаї, Дьордь Сюч, Міклош Шарош, Ференц Пустаї, Іштван Авар, Паль Явор, Карой Дері, Габор Сабо (к), тренер Золтан Блум Ювентус: Джанп'єро Комбі (к), Вірджиніо Розетта, Умберто Калігаріс, Маріо Варльєн, Луїс Монті, Луїджі Бертоліні, Педро Сернаджотто, Джованні Варльєн, Феліче Борель, Джованні Феррарі, Раймундо Орсі, тренер: Карло Каркано |                     |            |                                                    |                                                                |  |

| 1/4 другий матч 29 червня 1933 | Ювентус                                                   | 6:2 (10:4 заг.) | Уйпешт            | Турин                                                            |  |
| 16:10 CET | Орсі 30' 72' 74' (пен.) 78' Дж. Варльєн 36' 39' Монті 55' | (протокол)      | Явор 18' Авар 70' | Стадіон: Беніто Муссоліні Глядачі: 22 000 Суддя: Богуміл Женішек |  |
| Ювентус: Джанп'єро Комбі (к), Вірджиніо Розетта, Умберто Калігаріс, Маріо Варльєн, Луїс Монті, Луїджі Бертоліні, Педро Сернаджотто, Джованні Варльєн, Феліче Борель, Джованні Феррарі, Раймундо Орсі, тренер: Карло Каркано Уйпешт: Дьордь Горі, Ласло Штернберг, Дьюла Дудаш, Анталь Салаї, Дьордь Сюч, Міклош Шарош, Ференц Пустаї, Іштван Авар, Паль Явор, Карой Дері, Габор Сабо (к), тренер Золтан Блум |                                                           |                 |                   |                                                                  |  |

| 1/2 перший матч 9 липня 1933 | Аустрія (Відень)                   | 3:0        | Ювентус   | Відень                                                    |  |
| 17:30 CET | Сінделар 3' Фіртль 52' Шпехтль 88' | (протокол) | Монті 87' | Стадіон: Пратерштадіон Глядачі: 50 000 Суддя: Арпад Кляйн |  |
| Аустрія: Йоганн Білліх, Карл Граф, Вальтер Науш (к), Маттіас Наємнік, Ганс Мок, Карл Галль, Йозеф Мольцер, Йозеф Штро, Маттіас Сінделар, Віктор Шпехтль, Рудольф Фіртль, тренер: Йозеф Блум Ювентус: Джанп'єро Комбі (к), Вірджиніо Розетта, Умберто Калігаріс, Маріо Варльєн, Луїс Монті, Луїджі Бертоліні, Педро Сернаджотто, Джованні Варльєн, Феліче Борель, Джованні Феррарі, Раймундо Орсі, тренер: Карло Каркано |                                    |            |           |                                                           |  |

| 1/2 другий матч 16 липня 1933 | Ювентус     | 1:1 (1:4 заг.) | Аустрія (Відень) | Турин                                                             |  |
| 16:30 CET | Феррарі 21' | (протокол)     | Штро 85'         | Стадіон: Беніто Муссоліні Глядачі: 15 000 Суддя: Франтішек Цейнар |  |
| Ювентус: Джанп'єро Комбі (к), Вірджиніо Розетта, Умберто Калігаріс, Маріо Варльєн, Джованні Варльєн, Луїджі Бертоліні, Педро Сернаджотто, Ренато Чезаріні, Феліче Борель, Джованні Феррарі, Раймундо Орсі, тренер: Карло Каркано Аустрія: Йоганн Білліх, Карл Граф, Вальтер Науш (к), Маттіас Наємнік, Ганс Мок, Карл Галль, Йозеф Мольцер, Йозеф Штро, Маттіас Сінделар, Віктор Шпехтль, Рудольф Фіртль, тренер: Йозеф Блум |             |                |                  |                                                                   |  |

## Товариські матчі
- 3.09.1933, «Про Верчеллі» — «Ювентус» — 1-1 (Товариський кубок)
- 26.06.1934, «Моравська Славія» (Брно) — «Ювентус» — 0-2 (Борель, 17, Орсі, 57)
- 14.07.1934, «Ніцца» — «Ювентус» — 0-2